# SV 1860 Minden
Der SV 1860 Minden (offiziell: Sportverein 1860 Minden e.V.) ist ein Sportverein aus Minden.

## Geschichte

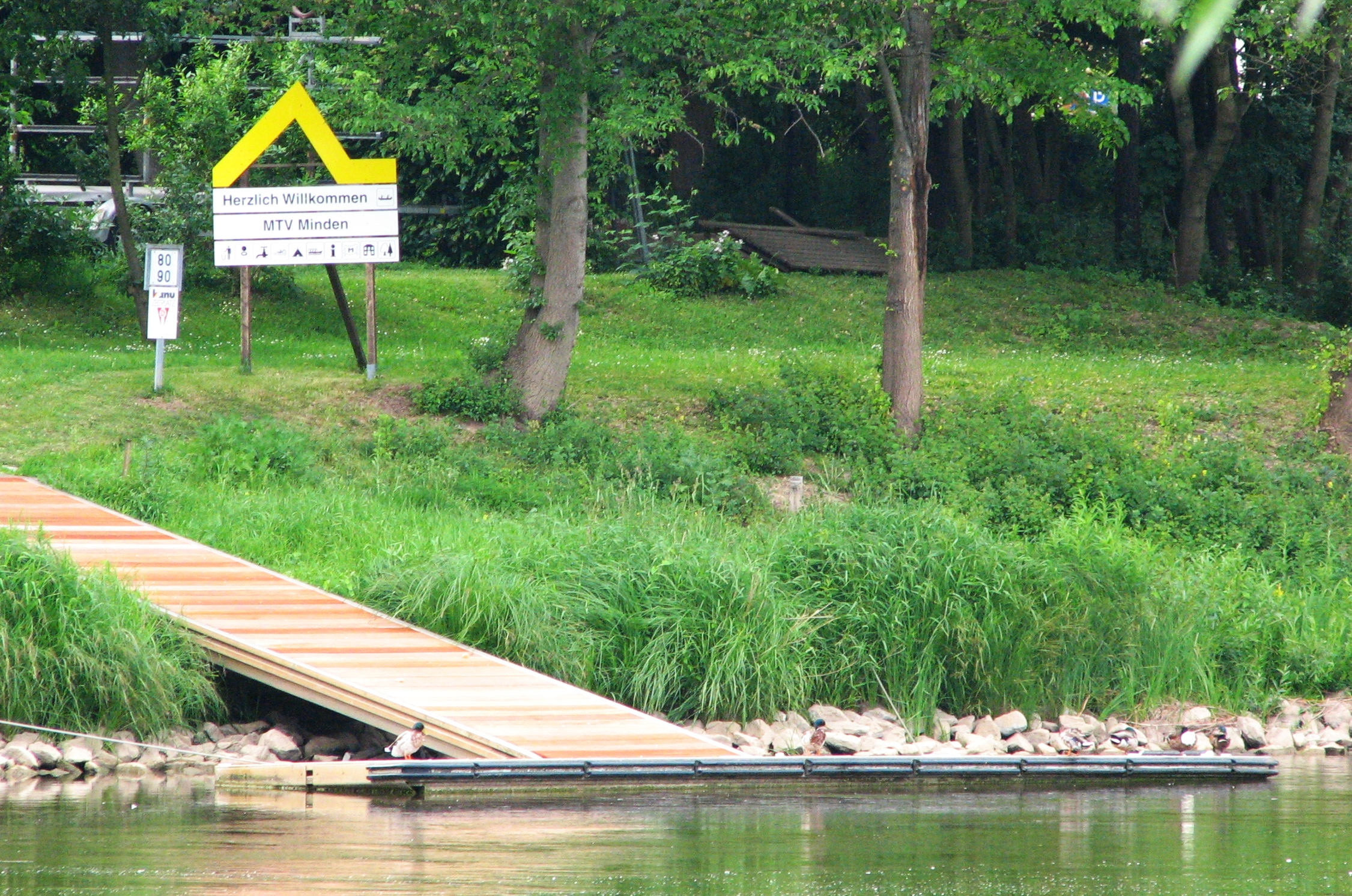
Gelbe Welle Schild am Bootshaus des damaligen MTV Minden an der Weser

Der Verein wurde im Jahre 1887 als TV Jahn Minden gegründet. Am 24. November 2016 kam es zur Verschmelzung mit dem im Jahre 1945 gegründeten TuS Eintracht Minden und dem im Jahre 1860 gegründeten MTV 1860 Minden. Dabei wurden der TuS Eintracht und der MTV 1860 aufgelöst und die Mitglieder traten dem TV Jahn bei, der in SV 1860 Minden umbenannt wurde. Der Verein hat rund 2000 Mitglieder.
Der Verein bietet die Sportarten Badminton, Basketball, Darts, Disc Golf, Fechten, Fitness & Gesundheit, Judo, Ju-Jutsu, Kanusport, Leichtathletik, Radsport, Schwimmen, Street Workout,  Tischfußball,Tischtennis, Turnen, Volleyball und Sportabzeichen an. Der Verein verfügt über eine eigene Turnhalle (Jahnhalle), die überwiegend von der Turnabteilung genutzt wird, aber auch für Gymnastikkurse oder Kurse zu Rehabilitation der Gesundheit zur Verfügung steht.

### Handball
Die Handballmannschaft der Männer vom TV Jahn Minden qualifizierte sich im Jahre 1933 für die Endrunde um die deutsche Meisterschaft. Bereits in der ersten Runde schied die Mannschaft nach einer 4:7-Niederlage gegen den TV Hannover aus. 1950 erreichten die Jahn-Handballer noch die Endrunde um die westfälische Meisterschaft in der Halle, schied dort aber nach der Gruppenphase aus. Die Frauenmannschaft des TuS Eintracht Minden wurde 1973, 1975, 1976, 1978 deutscher Meister und gewann 1977 und 1978 den DHB-Pokal. Die Handballer des MTV 1860 Minden brachten mit Guido Klöpper einen Bundesligaspieler hervor.

### Leichtathletik
Erna Pröschold wurde im Jahre 1923 deutsche Meisterin im Speerwerfen. Bereits ein Jahr zuvor sicherte sie sich den zweiten Platz im gleichen Wettbewerb. Rolf Hübenthal belegte bei den deutschen Meisterschaften 1956 den fünften Rang im Fünfkampf.